# Zoran Alajbeg
Zoran Alajbeg (1961.) je hrvatski fotograf. 
Fotografijom se počeo baviti već 1978. godine. Od 1992. godine svoj rad usmjerava hrvatskoj kulturno-povijesnoj baštini. Svoje fotografije izlaže na mnogobrojnim projektima, skupnim izložbama fotografija, a posebno na izložbama s arheološkom tematikom. Zaposlen je kao fotograf u Muzeju hrvatskih arheoloških spomenika u Splitu.

## Djelo
Serija fotografija Zorana Alajbega pod nazivom "Lice grada" otkriva manje poznat dio opusa ovog izuzetno aktivnog fotografa. Već više od petnaest godina Alajbegov rad se može pratiti kroz brojne izložbe i publikacije s tematikom kulturne baštine. Naposljetku, zaposlenje u Muzeju hrvatskih arheoloških spomenika u Splitu ga je tematski usmjerilo i na neki način specijaliziralo za tu vrstu fotografije. No usporedo s profesionalnim radom, Alajbegovo nagnuće poetičnom izrazu godinama ga vuče prema nešto drugačijem pristupu fotografiji. Oni koji ga dobro poznaju, znaju da ga se u određeno vrijeme i pri određenim vremenskim ne/prilikama može pronaći samo na splitskim ulicama u potrazi za zanimljivim kadrom. Upravo iz takvih trenutaka proizašle su i fotografije izložene na ovoj izložbi.
Alajbeg se pri odabiru motiva odlučuje za neobične vizure dobro nam poznatih mjesta. Tako je primjerice nastala fotografija sfinge na Peristilu. U nebrojenim vodičima i razglednicama grada navikli smo ju uvijek vidjeti snimljenu na isti način, no Alajbeg situaciju mijenja, snima ju iz suprotnog rakursa i koristi neobičnu pozadinu skele na kući nasuprot. Sličan je i postupak s fotografijom Meštrovićeva spomenika Marku Maruliću, pri čemu se kadriranjem potpuno oduzima okolni prostor trga, a sama figura ostaje uhvaćena u neobičnim planovima. Postupak je jasan - fotografskom vizijom autor iznosi ono neobično, nesvakidašnje iz dobro nam poznatih vizualnih situacija kojima smo kao (polu)svjesni promatrači svakodnevno izloženi. Posebnu, i najveću, cjelinu čine gradske vizure snimane po kišnom i maglovitom vremenu. Oštrina i preciznost fotografije ovdje je žrtvovana u ime atmosfere i impresije. Zvonik katedrale ili zgrada Lučke kapetanije koji se jedva naziru u gustoj izmaglici neminovno asociraju na Vidovićeve vedute. Likovnost i slikarski senzibilitet u ovim su fotografijama izrazito naglašeni. Često se prizor ponavlja s malim promjenama, što ukazuje na studijski pristup, proučavanje finesa, naglasak na tek neznatnim promjenama tonova. Jasan je i odabir crno bijele fotografije. U ovom trenutku Alajbega ne zanima boja. Sva priča koja mu je zanimljiva odvija se u finim prijelazima od bijele na crnu, iako su one same rijetke na ovim fotografijama. Čak i kada je prikazan dinamičan trenutak, primjerice udar jakoga južnog vjera o rivu, ove fotografije su izrazito tihe. Uzrok tomu nalazimo u preciznom i uravnoteženom kadru, te izbjegavanju fotografiranja ljudi. Kada je i ljudska figura prisutna, to su samo usputni šetači, bez naglašenog pokreta ili osobnosti. Tu su u ulozi statista, kako bi upotpunili cjelokupnu atmosferu prikaza.
Fotografije Zorana Alajbega prikazanom atmosferom bude sjećanje na fotografije koje je Alfred Stieglitz snimao na ulicama New Yorka prije više od stotinu godina. Zimske, maglovite puste ulice na sličan način daju manje poznatu, gotovo skrivenu sliku grada. Bilo je to doba piktorijalista, vrijeme kada se fotografija izborila za svoj status među lijepim umjetnostima. Prihvaćen je prijelaz praga čiste vještine u umjetnički pristup. Zanimljivo je da se danas fotografi poput Alajbega nalaze na suprotnom poludjelovanja, no s istim ciljem. Masovnost i pristupačnost fotografije dovela je do situacije u kojoj svatko, uz minimum vještine i nešto sreće pri odabiru odlučujućeg trenutka, može lako napraviti dobru fotografiju. Banalizacija je neminovna. No, fotografije poput ovih, na gotovo romantičarski način evociraju izvorne trenutke i vrijednosti umjetničke fotografije.

#### Samostalne izložbe
- 2015. "9A-BDM", Muzej ninskih starina, Nin
- 2014. "Fotografski impresum", Galerija umjetnina, Split
- 2014. "9A-BDM", Muzej hrvatskih arheoloških spomenika, Split
- 2012. "Veliki angelus Zorana Antuna Alajbega", crkva Sv. Jeronima, Blato
- 2012. "9A-BDM", Dom kulture, Dugopolje
- 2010. "9A-BDM", Muzej hrvatskih arheoloških spomenika, Split
- 2010. "Blatsko srednjovjekovlje", Dom kulture, Blato
- 2010. "Sjever grada", izlog Salona Galić, Split (koautor M. Perasović)
- 2010. "Trstenica", Galerija u Rada, Donja Nakovana
- 2010. "Transponiranje pejzaža", Centar za kulturu Novi Zagreb, Galerija Vladimir Bužančić, Zagreb (koautor M. Perasović)
- 2008. "Transponiranje pejzaža", Salon Galić, Split (koautor M. Perasović)
- 2008. "Pogled", Arheološki muzej Narona, Vid
- 2008. "Lice grada", Salon Galić, Split; Muzej grada Trogira, Galerija Cate Dujšin-Ribar, Trogir
- 2007. "Arheološka istraživanja na splitskoj rivi - isječci iz fotografskog dnevnika Zorana Alajbega", Muzej grada Splita, Mala galerija, Split
- 2007. "Kontemplacija",Galerija doma kulture, Dugopolje
- 2006. "Kontemplacija", Zavičajni muzej grada Biograda, Biograd na Moru
- 2005. "Dugopolje - Baština u kamenu", Galerija doma kulture, Dugopolje,
- 2001. "Hrvati i Karolinzi na fotografijama Zorana Alajbega", Konzervatorska galerija, Split
- 1999. "Pro Salona", Arheološki muzej u Zagrebu
- 1998. "Pro Salona", Fotoklub Split, Split
- 1997. "Pro Salona", Dom kulture Zvonimir, Solin
- 1994. "U sjenama grada", Fotoklub Split, Split

#### Skupne izložbe (izbor)
- 2016. "Aktualno 5 – Intimno", Muzej Mimara, Zagreb
- 2015. "Interakcije – Suvremena primijenjena umjetnost iz Hrvatske", Galerija M21, Kulturna četvrt Zsolnay, Pečuh, Mađarska
- 2015. "Voda 2015", Moderna galerija «Josip Račić», Zagreb
- 2015. "39. splitski salon", Salon Galić, Split
- 2014. "Aktualno 4 – Memory Code Project 014", Muzej Mimara, Zagreb; Photo Art Gallery Batana, Rovinj; Narodni muzej Labin
- 2013. "38. splitski salon", Salon Galić, Split
- 2012. – 2013. "Priče o gradu", Palazzo del Duca, Senigallia, Italija
- 2012. "Aktualno 3 – U svijetu paralelnih realnosti", Muzej Mimara, Zagreb
- 2011. "Splitski likovni trenutak", Galerija Kazamat, Osijek
- 2010. "Aktualno 2+60", Muzej Mimara, Zagreb; Photo Art Gallery Batana, Rovinj; Narodni muzej Labin
- 2009. "Pogled na grad", Gradska galerija Fonticus, Grožnjan
- 2005. Retrospektiva Fotokluba Split, Fotoklub Split, Split
- 1999. Iz arhiva Fotokluba Split, Fotoklub Split, Split

## Unutarnje poveznice
HULU Split

## Vanjske poveznice
http://hulu-split.hr/artisti/alajbeg-zoran/